# Pețiol (botanică)
Pețiolul (din latina petiolus =  pețiol, codiță) sau codița frunzei este un organ de obicei cilindric sau ușor turtit, monosimetric, flexibil, de lungime variabilă, care susține limbul frunzei. Unele frunze sunt lipsite de pețiol, ele se numesc sesile. Pețiolul se prinde cu baza de tulpină sau de ramură, iar cu vârful se fixează, în general, de baza limbului frunzei (la cireș, fag, măr, prun).  Mai rar pețiolul se prinde de fața inferioară a limbului frunzei, ca la călțunaș (Tropaeolum majus) și atunci frunza este peltată.

## Rolul
Prin intermediul pețiolului frunza se prinde de ramură sau tulpină. Pețiolul are rolul de susținere și îndepărtare de axă a limbului foliar pentru a-l expune luminii. Fiind flexibil, pețiolul mai îndeplinește și o funcție de rezistență și de protecție, prin flexibilitatea sa amortizând loviturile de grindină și ploaie sau presiunea vântului și frunza nu se sfâșie ușor.

## Forma
În secțiune transversală, în funcție de specie, pețiolul poate avea contur circular, semicircular, semilunar, cordiform, în formă de "U" sau "V". 
Din punct de vedere morfologic, pețiolul poate fi: 
- cilindric la călțunaș (Tropaeolum majus)
- comprimat lateral la plop (Populus tremula)
- dilatat, turtit dorso-ventral și în formă de jgheab spre bază la piciorul cocoșului (Ranunculus acer)
- umflat la cornaci (Trapa natans)
- auriculat la rapiță (Brassica napus)
- aripat la lămâi (Citrus aurantium)
- foliaceu la lintea galbenă (Lathyrus aphaca)
- spiralat la curpen (Clematis vitalba)
- canaliculat la floarea soarelui (Helianthus annuus)
- fistulos la dovlecelul comun (Cucurbita pepo)

Dacă pețiolul lipsește, frunza se numește sesilă. În acest caz baza limbului poate cuprinde tulpina între cei doi umeri ai săi și formează o frunză amplexicaulă, ca la punguliță (Thlaspi perfoliatum). Dacă cei doi umeri ai bazei limbului sunt concrescuți înconjurând tulpina, astfel încât dau aparența că ea perforează limbul, frunza se numește perfoliată ca la urechea iepurelui (Bupleurum rotundifolium). Frunzele opuse de la același nod, la  caprifoi (Lonicera caprifolium), sunt concrescute prin baza lor și se numesc unite sau conate. Baza limbului mai poate fi decurentă, când se prelungește pe tulpină în jos printr-o aripă.